# Лещёвка (Пермский край)
Лещёвка — деревня в Пермском крае России. Входит в Чусовской городской округ.

## Географическое положение
Деревня расположена в центральной части округа на левом берегу реки Чусовая в 4 километрах на северо-запад от посёлка Калино. По деревне протекает малая река Куликовка, впадающая в реку Чусовую.

## Климат
Климат умеренно континентальный. Среднегодовая температура воздуха колеблется около 0 градусов, среднемесячная температура января — −16 °C, июля — +17 °C, заморозки отмечаются в мае и сентябре. Высота снежного покрова достигает 80 см. Продолжительность залегания снежного покрова 170 дней. Продолжительность вегетационного периода 118 дней. В течение года выпадает 500—700 мм осадков.

## История
Известна с 1719 года. Сначала появилась Верхняя Лещёвка, потом Средняя Лещёвка и Нижняя Лещёвка.
С 2004 до 2019 гг. деревня входила в Калинское сельское поселение Чусовского муниципального района.

## Население
| 2010 | 2021 |
| ---- | ---- |
| 109  | ↘82  |

Постоянное население деревни составляло 129 человек в 2002 году (90 % русские).

## Инфраструктура
Были детский сад, школа, клуб; сейчас не действуют. Есть электричество, газ. В деревне есть магазин, фельдшерско-акушерский пункт, таксофон.

## Достопримечательности
В деревне имеется памятник односельчанам, погибшим в Великой Отечественной войне.
В районе деревни Лещёвка ежегодно отмечается День рыбака.